# Sören Richter
Sören Richter (* 1984 in Karl-Marx-Stadt, heute Chemnitz) ist ein deutscher Opern- und Konzertsänger.

## Leben
Der im sächsischen Chemnitz geborene Tenor Sören Richter begann seine sängerische Laufbahn mit acht Jahren als Sängerknabe im Knabenchor Freiberg, sowie anschließend als Mitglied des Dresdner Kreuzchores. Erste Erfahrungen auf der Opernbühne konnte er bereits mit elf Jahren als Erster Knabe in Mozarts »Zauberflöte« an der Semperoper Dresden und der Komischen Oper Berlin, sowie als Master Cheney in Matthias Pintschers zeitgenössischer Oper »Thomas Chatterton« (ebenfalls an der Semperoper Dresden) sammeln.
Neben seinem Gesangsstudium in Frankfurt am Main, welches er mit Auszeichnung abschloss, absolvierte Sören Richter Meisterkurse bei Helmut Deutsch, Angelika Kirchschlager, Tilman Lichdi, Kurt Moll, Rudolf Piernay und Masaaki Suzuki.
Er war Stipendiat der Richard-Wagner-Stipendien-Stiftung, sowie in der Förderung von Yehudi Menuhin »Live Music Now«. Überdies erhielt er 2014 das Rudolf-Mauersberger-Stipendium des Dresdner Kreuzchores.
Während der Studienzeit wirkte Sören Richter in Produktionen des Staatstheaters Darmstadt, der Oper Frankfurt, des Nationaltheaters Mannheim, der Oper Köln, sowie beim Rheingau Musik Festival, dem Festival junger Künstler Bayreuth, den Händel-Festspielen Karlsruhe und in diversen Projekten des Hessischen Rundfunks mit. Als Preisträger des Internationalen Vorsingwettbewerbes der Schlossoper Haldenstein (Schweiz) sang er 2009 an der Tonhalle Zürich unter Leitung von Marcus Bosch die Rolle des Dancaïro in Georges Bizets »Carmen«.
In den vergangenen Spielzeiten war Sören Richter u. a. als Doktor Blind in der »Fledermaus« und als Vicomte Cascada in »Die lustige Witwe« an der Opéra National de Lorraine Nancy, sowie an der Opéra Monte Carlo als Dritter Jude in Richard Strauss’ »Salome« unter Leitung von Asher Fisch zu hören. Weiterhin in der Partie des Steuermanns im »Fliegenden Holländer« bei den Thüringer Schlossfestspielen Sondershausen, als Mime im »Ring für Kinder« an der Oper Frankfurt, sowie beim Fränkischen Sommer als Atrax in der  wiederentdeckten Barockoper »Sardanapalus« von Christian Ludwig Boxberg, der auch eine CD-Einspielung folgte.
Neben dem Musiktheater widmet sich Sören Richter rege dem Konzertgesang, so etwa in Zusammenarbeit mit Dirigenten wie Rudolf Lutz, Sigiswald Kuijken, Ralf Otto, Michael Schneider und Jarosław Thiel, wobei sein Repertoire von den frühbarocken Werken Monteverdis, über Mozart, Haydn und Mendelssohn bis hin zu Kompositionen der Gegenwart reicht. Mit Vorliebe pflegt der Tenor jedoch das Vocal-Werk Johann Sebastian Bachs, in dessen Kantaten, Oratorien und Passionen er regelmäßig als Solist zu hören ist.
Als  Ensemble-Sänger arbeitete Sören Richter regelmäßig mit der Bachstiftung St. Gallen, sowie Collegium Vocale Gent, dem Ensemble Polyharmonique und La Petite Bande.

## Diskografie (Auswahl)
- 2014: Christian Ludwig Boxberg – Sardanapalus (Label: Panclassics)
- 2016: Francesco Cavalli: Requiem / Missa pro defunctis (Label: Raumklang)
- 2017: Johann Pachelbel – Magnificat (Label: CPO)
- 2017: Andreas Hammerschmidt – Chor-Music auff Madrigal-Manier (Label: Querstand)
- 2017: La Petite Bande – Das neugeborne Kindlein (Label: Accent)
- 2018: Heinrich Schütz – Historia der Auferstehung Christi, SWV 50 (Label: Accent)
- 2019: Johann Georg Künstel – Markus-Passion (Label: Christophorus)
- 2019: Johann Sebastian Bach – Kantate BWV 25, Bach-Kantaten-Edition der Bach-Stiftung St.Gallen – CD 26 (Label: JSB)
- 2020: Heinrich Schütz – Geistliche Chormusik 1648 (Label: Raumklang)
- 2020: Johann Sebastian Bach – Kantate BWV 17, Bach-Kantaten-Edition der Bach-Stiftung St.Gallen - CD 31 (Label: JSB)
- 2021: Heinrich Schütz – Historia Nativitatis, Ein Weihnachtsoratorium nach Heinrich Schütz (Label: CPO)
- 2021: Johann Sebastian Bach – Weihnachtsoratorium, BWV 248 (Label: Rondeau)
- 2022: Johann David Heinichen – Dresden Vespers (Label: Accent)
- 2022: Wolfgang Carl Briegel – 12 Madrigalische Trostgesänge (Label: CPO)

## Theater (Auswahl)
- 2008: Richard Wagner – Die Meistersinger von Nürnberg, Lehrbube, Staatstheater Darmstadt
- 2010: Franz Lehár – Die lustige Witwe, Cascada, Opéra National de Lorraine Nancy
- 2011: Johann Strauss – Die Fledermaus, Doktor Blind, Opéra National de Lorraine Nancy
- 2011: Richard Strauss – Salome, 3ter Jude, Opéra Monte Carlo
- 2012: W.A. Mozart – Le nozze di Figaro, Basilio, ETA Hoffmann Theater, Bamberg
- 2012: Richard Wagner – Der Ring für Kinder, Mime, Oper Frankfurt
- 2012: Richard Wagner – Die Meistersinger von Nürnberg, Lehrbube, Oper Köln
- 2013: Johann Christian Bach – Temistocle, Temistokles, Nationaltheater Mannheim
- 2013: Richard Wagner -Der fliegende Holländer, Steuermann, Theater Nordhausen